# Galeas per montes

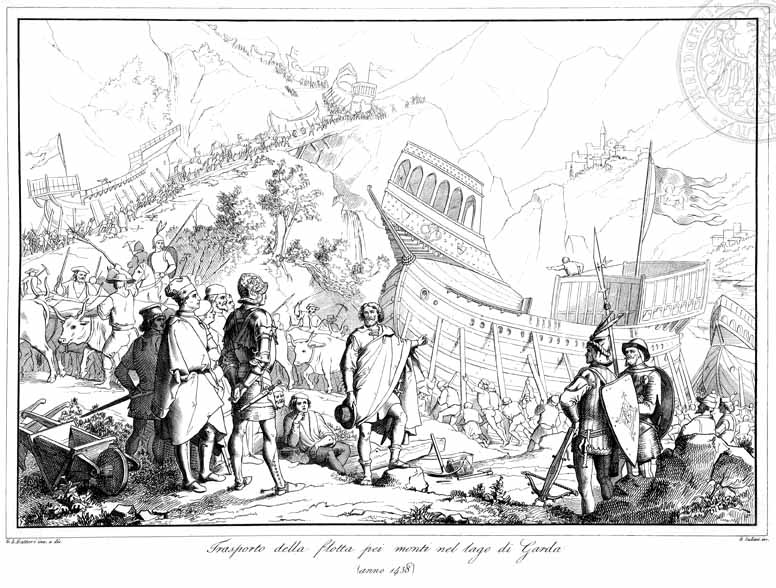
Il trasporto in salita verso passo San Giovanni della flotta veneziana

Galeas per montes definisce (con una locuzione in latino) l'impresa di ingegneria militare, realizzata tra il dicembre 1438 e l'aprile 1439 dalla Repubblica di Venezia, che comportò lo spostamento di una flotta formata da galee, fregate e imbarcazioni varie dal mare Adriatico al lago di Garda, risalendo il fiume Adige fino a Rovereto e trasportando poi le navi via terra sino a Torbole, facendole infine arrivare alla parte settentrionale del lago. Il tratto più difficile del percorso fu di circa 20 km tra le montagne superando il piccolo passo San Giovanni. Tale operazione fu memorabile ed ebbe ampia risonanza in tutta Europa vista la sua eccezionalità e le difficoltà tecniche e logistiche superate.

## Antefatti

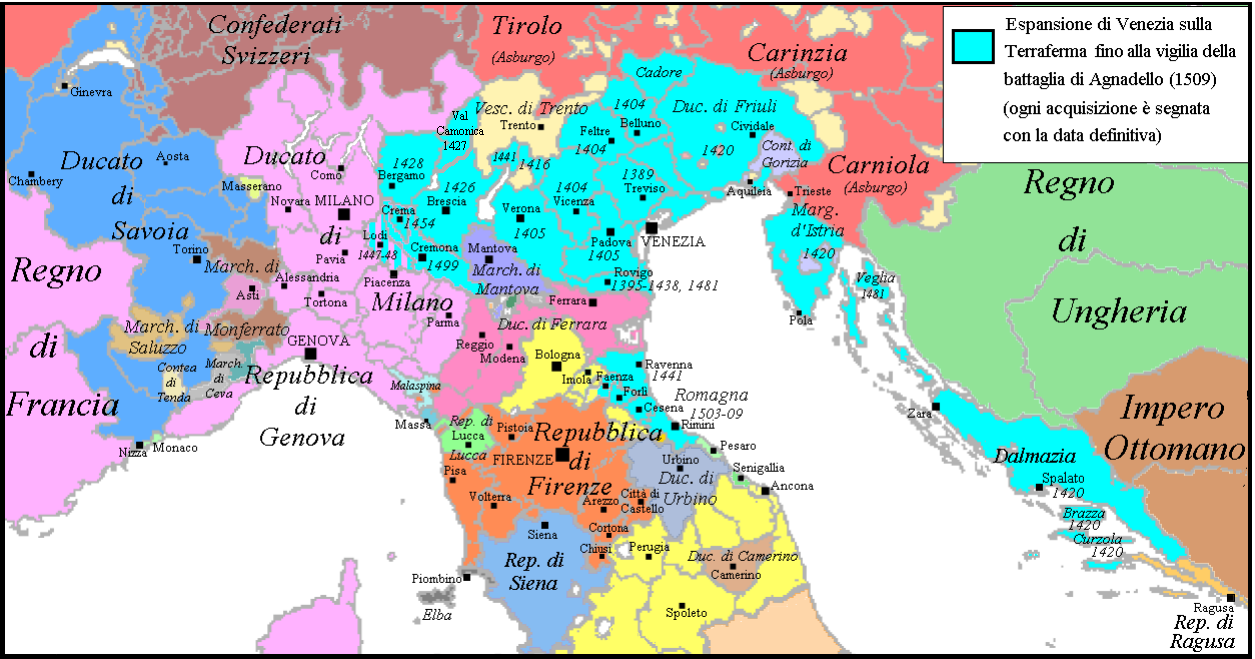
L'espansione del dominio veneziano (in azzurro) verso la Terraferma, con l'anno di acquisizione dei territori

La Repubblica di Venezia, potenza del mar Mediterraneo, nel XV secolo iniziò una fase di espansione nella terraferma veneta e lombarda attraverso conquiste militari o dedizioni spontanee, tra cui si annovera quella di Brescia.
Tale città nel 1438 venne però posta sotto assedio dal capitano di ventura Niccolò Piccinino, al soldo del ducato di Milano. Intorno a Brescia vi furono così alcuni scontri tra Piccinino stesso e il condottiero veneto Gattamelata, che a settembre venne messo in fuga insieme a 2000 fanti e 600 cavalieri lungo valle Sabbia, a nord di Brescia, inseguito però da Piccinino. Dopo diverse scaramucce riuscì a risalire fino all'alto lago di Garda, ad attraversare il fiume Sarca e a risalire verso Nago, affrontando così il passo San Giovanni, dove capì che vi era la possibilità di far passare i soccorsi per il bresciano. Il Piccinino aveva infatti ormai il controllo di tutto il settore meridionale del lago fino a Mantova e diveniva quindi quasi impossibile per l'esercito veneziano portare soccorso alla città assediata passando da sud.
Sul finire del 1438 la Serenissima decise pertanto di affidarsi alla proposta formulata da Blasio de Arboribus, o forse Niccolò Carcavilla, e da Niccolò Sorbolo, che progettarono di transitare per il fiume Adige, entrandovi alla foce e risalendolo fino a sud di Rovereto, dove avrebbero tratto a secco la flotta, che sarebbe poi stata trasportata lungo le strade alpine che risalgono dalla base del monte Baldo fino al lago di Loppio, per sorpassare il passo San Giovanni e scendere fino al porto di Torbole, dove sarebbero state calate nel lago di Garda.

## L'impresa

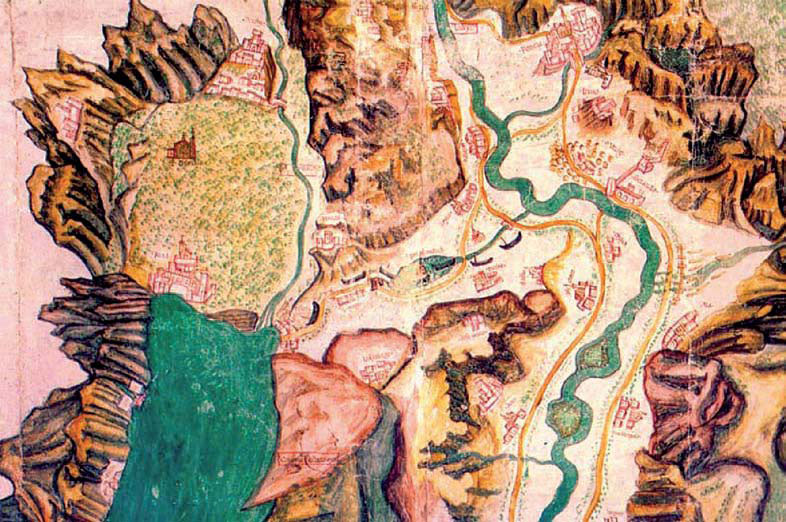
La mappa del percorso compiuto tra Rovereto e Torbole

La flotta, costituita da 25 grosse imbarcazioni, salpò nel gennaio 1439 da Venezia ed imboccò la foce dell'Adige nei pressi di Sottomarina di Chioggia, risalendo il fiume fino a Verona. Nel porto fluviale della città vennero applicate alle imbarcazioni dei galleggianti per ridurre il pescaggio e proseguire il viaggio, in quanto il fiume era in magra. Il percorso proseguì attraverso la chiusa di Ceraino fino al borgo di Marco, situato poco a sud di Rovereto.
A questo punto la flotta venne tirata in secco tramite dei macchinari appositamente inventati; quindi con l'aiuto di centinaia di operai, tra cui sterratori, falegnami, carpentieri, marinai, rematori delle navi e uomini del luogo, venne spianata quella che sarebbe divenuta la strada su cui sarebbero state trainate le imbarcazioni. A tal fine vennero utilizzati duemila buoi requisiti nelle vicinanze, che furono suddivisi, in quanto ne servirono fino a 120 coppie per i vascelli di maggiori dimensioni.
Durante la salita furono livellati gli ostacoli naturali, tagliate piante e demolite alcune abitazioni, realizzati alcuni ponti e opere infrastrutturali, mentre la strada veniva realizzata con tavole di legno, sopra le quali scivolavano rulli che facilitavano il trascinamento dei pesanti mezzi navali. Solo il lago di Loppio facilitò il passaggio della flotta; superato questo, le imbarcazioni vennero nuovamente tirate in secco e trascinate sul ripido pendio finale per il passo San Giovanni.

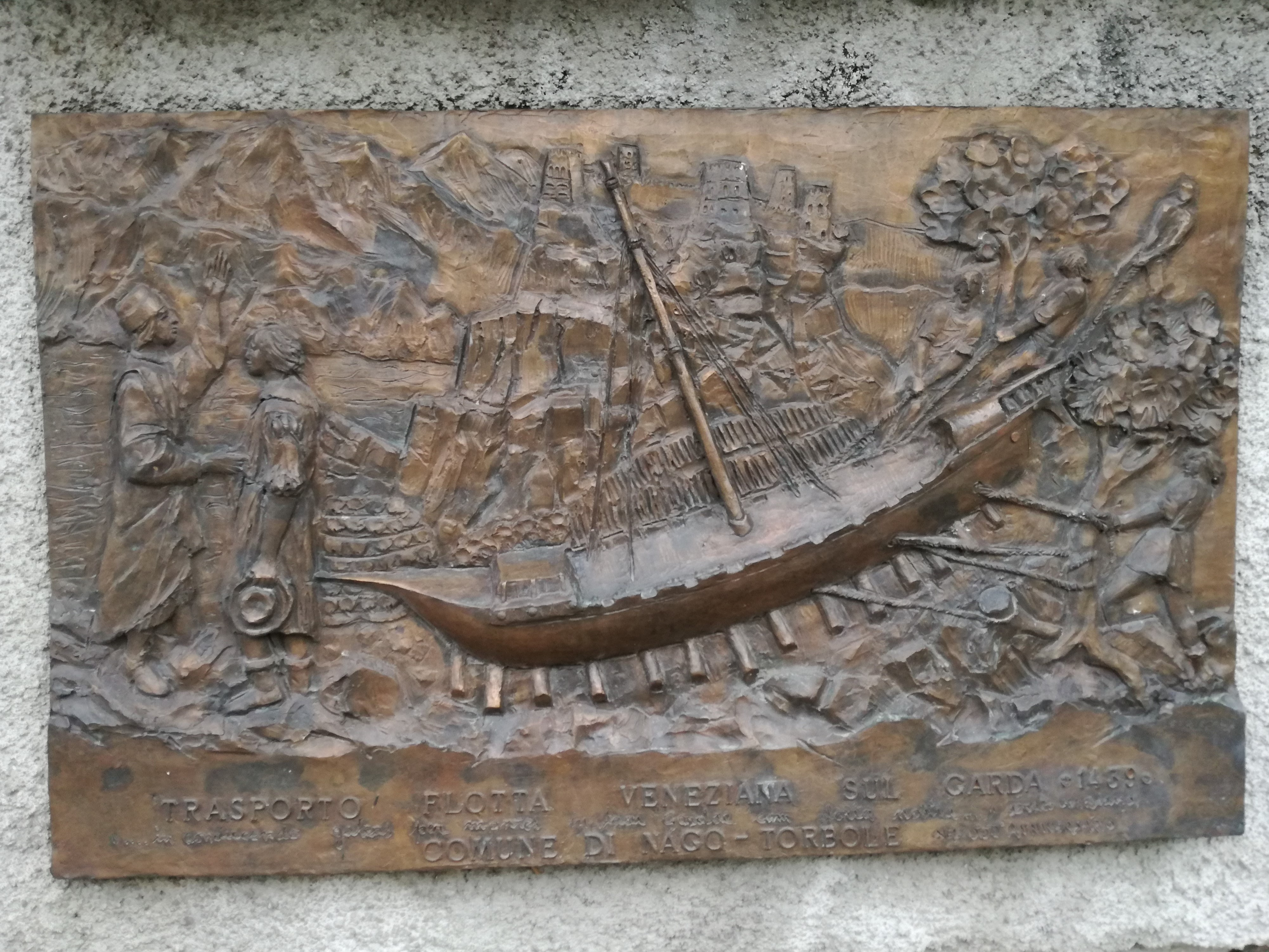
Targa commemorativa che ricorda la discesa della flotta attraverso la valle di Santa Lucia verso Torbole

Più difficoltosa ancora fu la ripida discesa dal passo verso Nago e soprattutto Torbole, a causa della tendenza del naviglio a prendere velocità verso il basso e a scontrarsi contro le rocce; attraverso la valle di Santa Lucia si tentò allora di trattenere le navi tramite grosse funi che assicurassero gli alberi delle navi a grossi massi, regolando così lo scivolamento verso il lago tramite alcuni argani. Per frenare ulteriormente la corsa verso l'acqua si decise genialmente di sfruttare l'ora del Garda, un forte vento che soffia da sud nel pomeriggio, spiegando le vele in modo da "alleggerire" il peso dei navigli.
La complessa operazione durò due settimane e costò alla Repubblica di Venezia la notevole cifra di 15 000 ducati, ma consentì alla flotta veneziana di salpare dalle rive di Torbole, non distante da Riva del Garda; tale impresa divenne così famosa in tutta Europa.

## Conseguenze

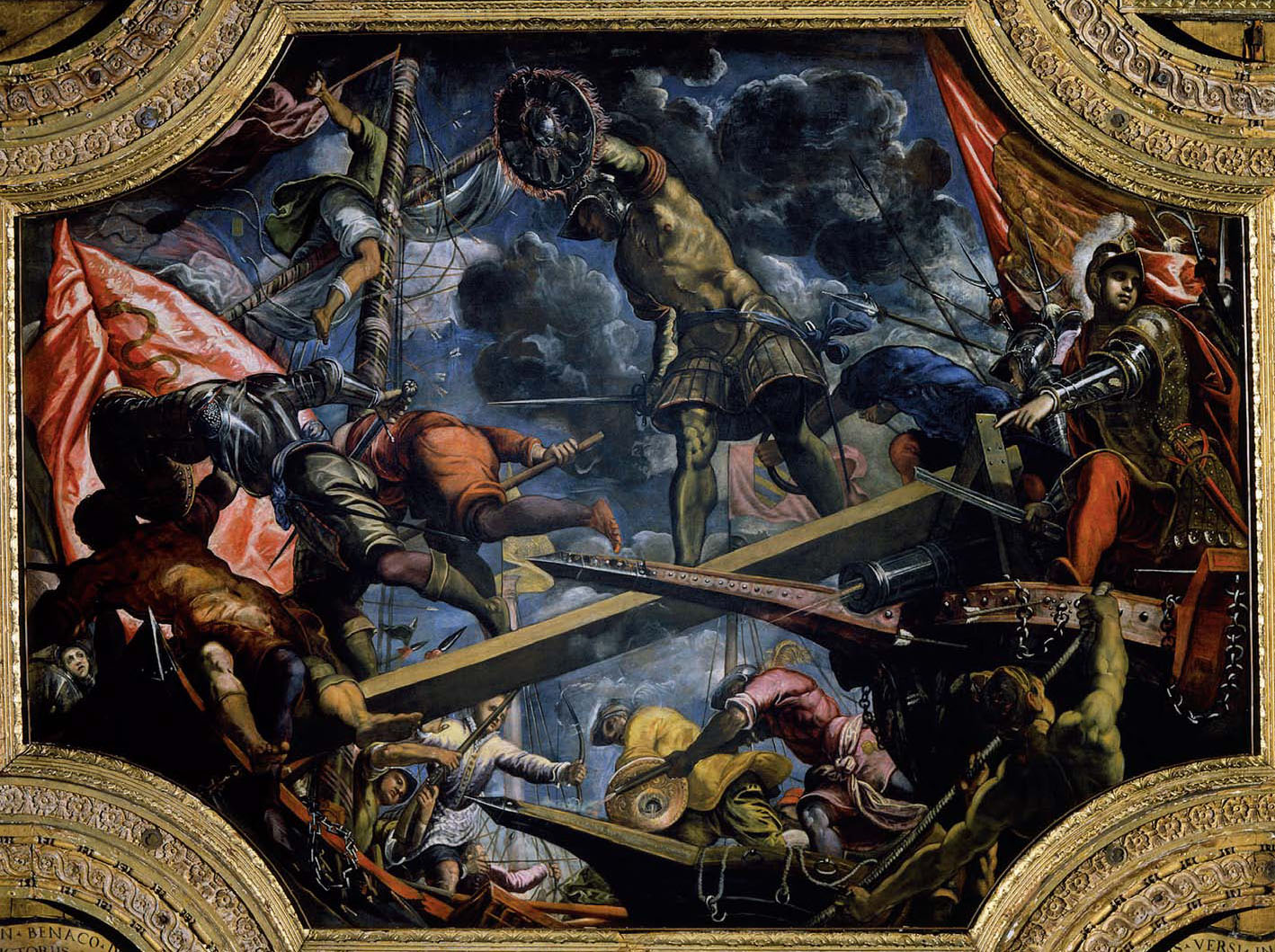
Il dipinto del Tintoretto sul soffitto della sala del Maggior Consiglio, raffigurante la vittoriosa battaglia navale sul lago di Garda

Grazie alla presenza della flotta veneziana sul lago, divenne possibile portare rifornimenti e armi verso Brescia; tuttavia questa operazione venne contrastata dalla marina del ducato di Milano, che si accorse ben presto di questa strategia: due battaglie navali si svolsero il 12 aprile e il 26 settembre 1439 ed entrambe videro la sconfitta della flottiglia veneta. A novembre il Piccinino riuscì addirittura a conquistare Verona per qualche settimana, ma venne ben presto cacciato dal Gattamelata e da Francesco Sforza.
Solo nel 1440 la Serenissima riuscì a riconquistare l'intero lago di Garda e a liberare Brescia dal lungo assedio milanese. Fondamentale fu la battaglia navale svoltasi in aprile, dove la flotta veneziana, comandata da Stefano Contarini, si scontrò con quella milanese al largo del Ponale: questa volta Venezia riuscì ad acquisire un'importante vittoria, che le consentì di avere il dominio completo delle acque benacensi. Quest'ultima battaglia è stata rappresentata oltre un secolo dopo dal Tintoretto sul soffitto della sala del Maggior Consiglio, nel Palazzo Ducale di Venezia.

## Nella cultura di massa
Una storia Disney ispirata a questo fatto storico, Paperin de la Ventura, fu pubblicata sul settimanale Topolino nel 1983.